# Корааша
Корааша (устар. Куруаша) — река в России и Казахстане, протекает в Актюбинской области Казахстана и Оренбургской области России. Устье реки находится в 10 км по левому берегу реки Кучукбай. Длина реки — 22 км. Берёт своё начало на склонах Курошайского урочища.

## Данные водного реестра
По данным государственного водного реестра России относится к Уральскому бассейновому округу, водохозяйственный участок реки — Урал от города Орск до впадения реки Сакмара. Речной бассейн реки — Урал (российская часть бассейна).
Код объекта в государственном водном реестре — 12010000812112200004317.

## Галерея

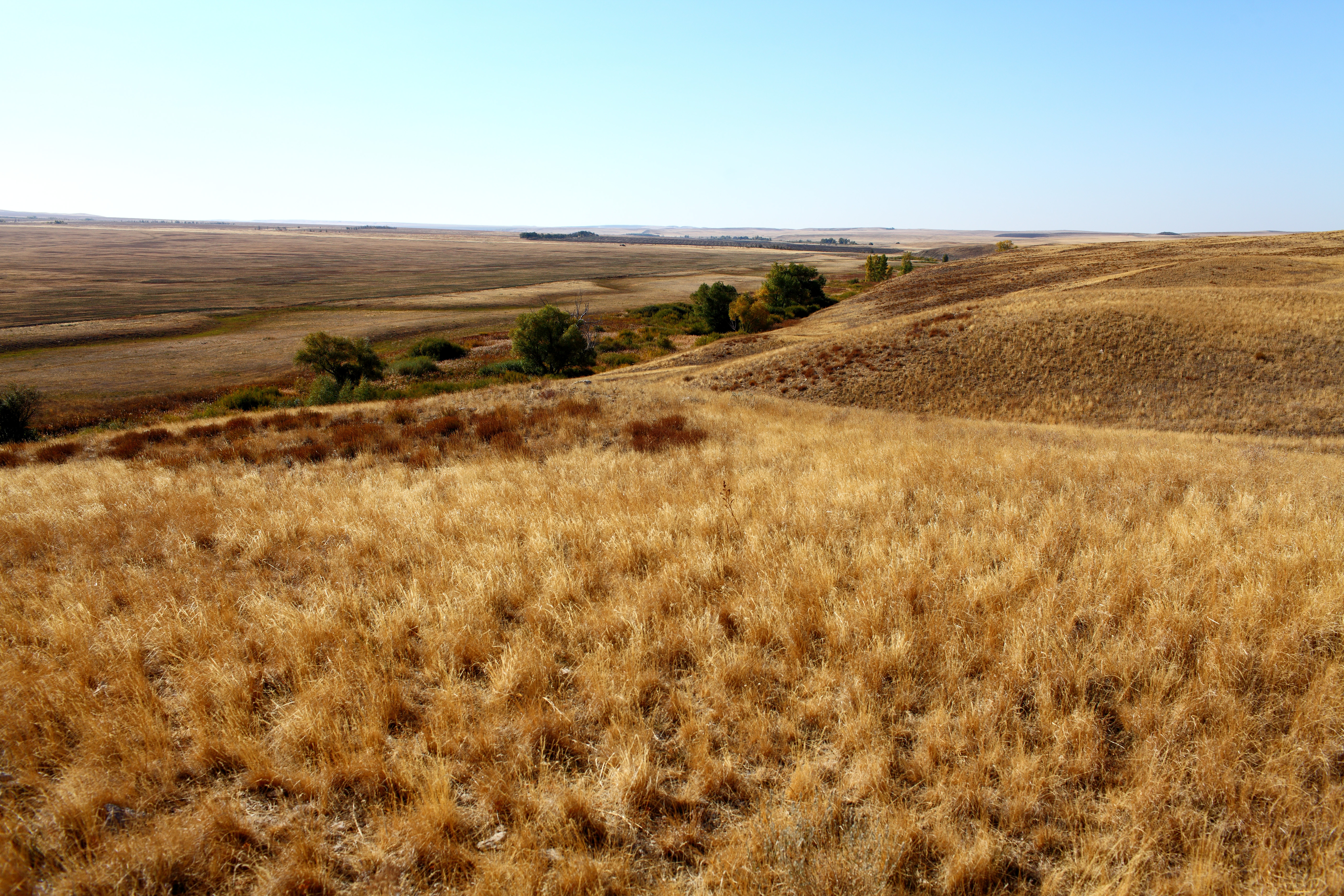
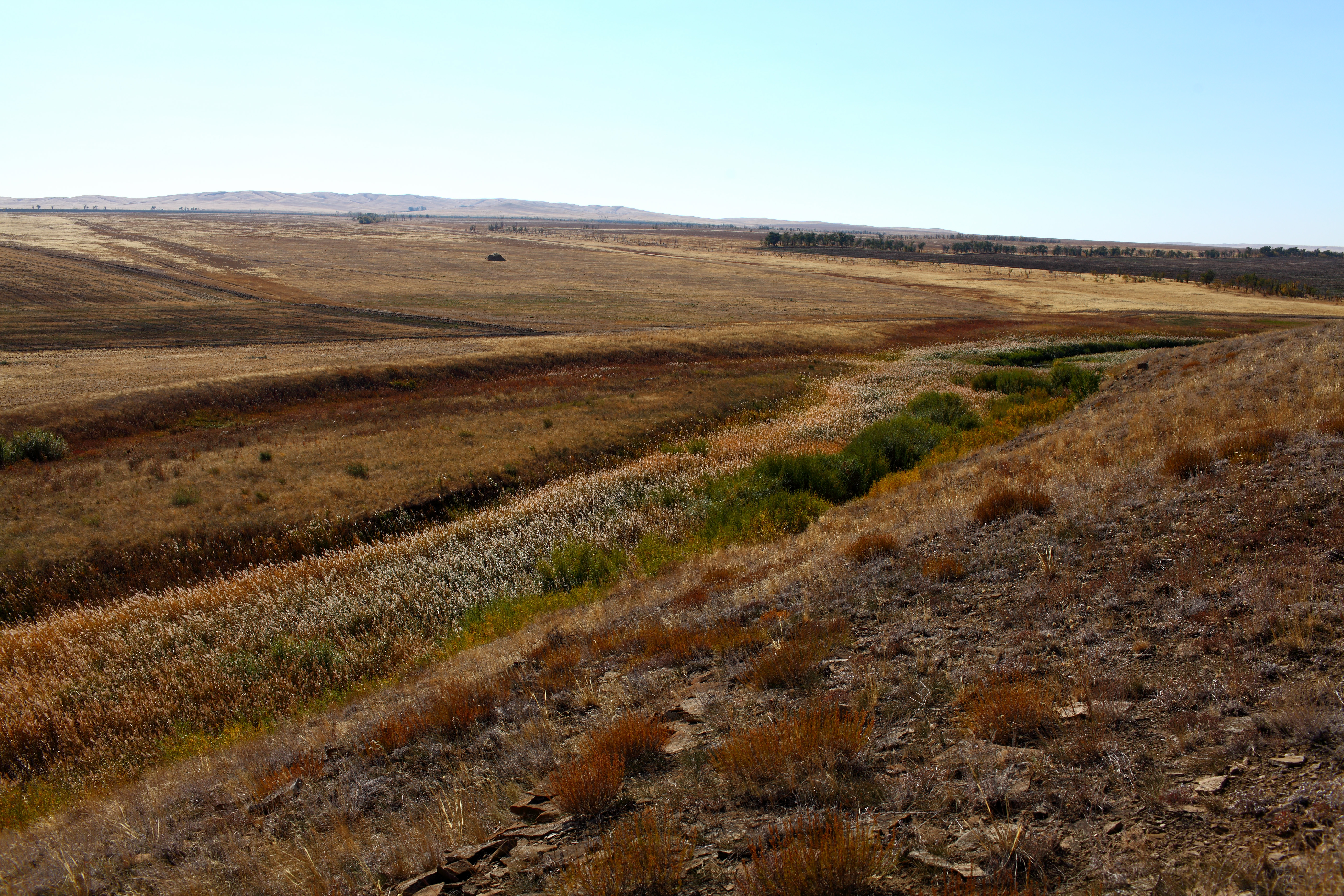
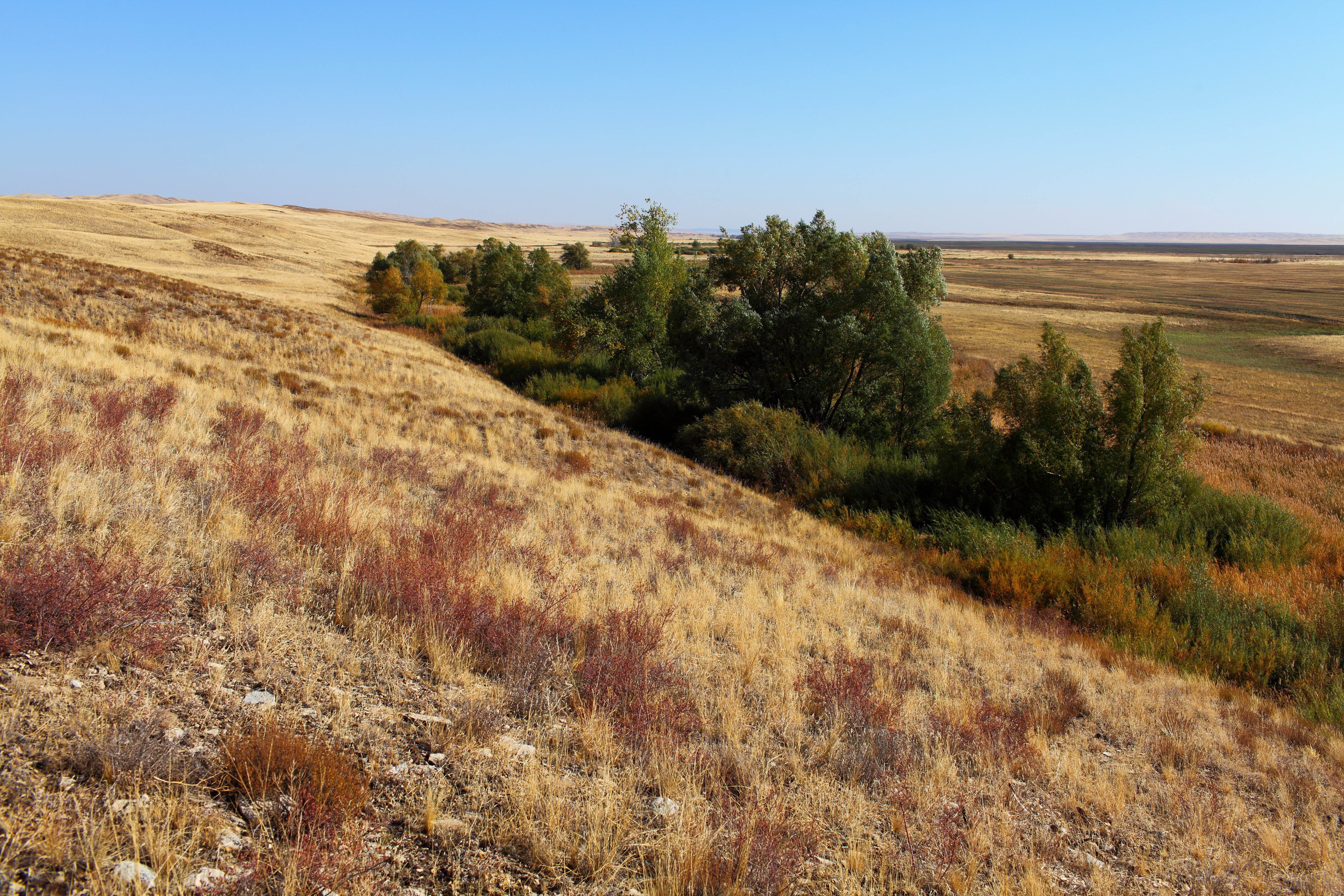
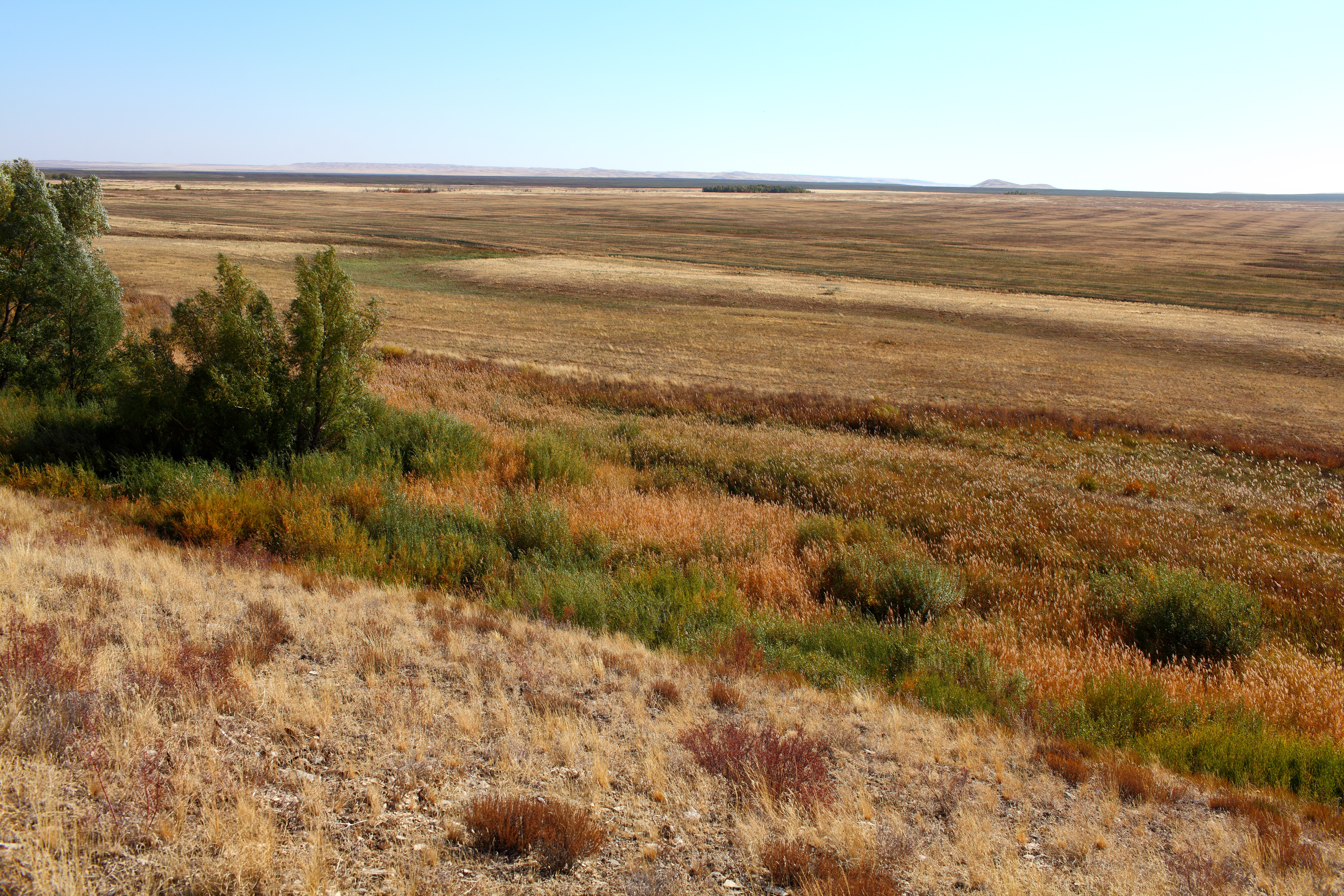
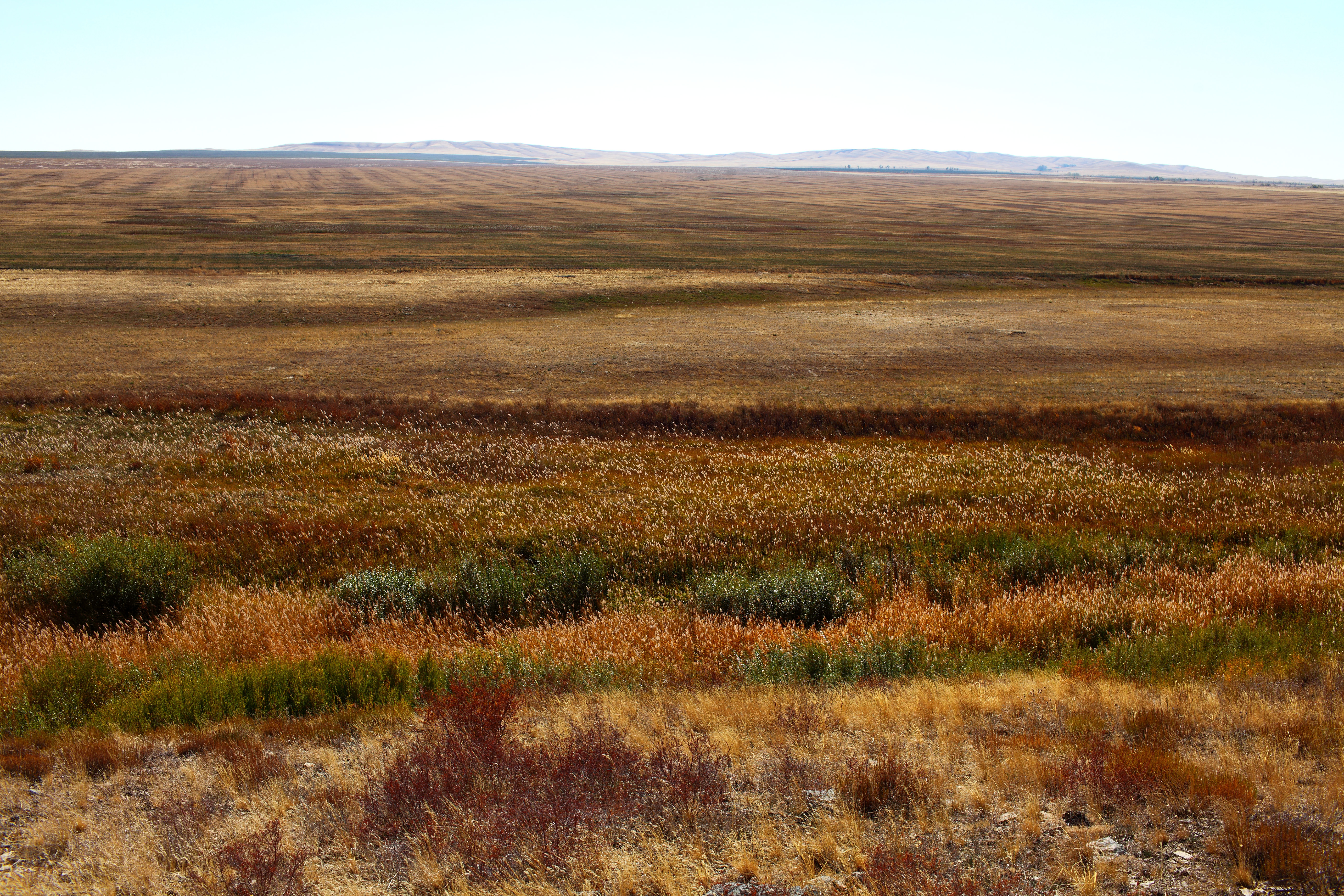